# Économie de Cuba
L'économie de Cuba est largement contrôlée par l'État, c'est une économie dont la planification centrale est supervisée par le gouvernement cubain, bien que d'importants investissements étrangers ainsi que des entreprises privées existent dans l'île. La plupart des moyens de production sont détenus et gérés par le gouvernement, et la majorité de la population active est employée par l'État. En l'an 2000, les emplois du secteur public étaient de 76 % et les emplois du secteur privé était de 23 % par rapport au ratio de 1981 de 91 % à 8 %. L'investissement en capital est limité et il requiert l'approbation par le gouvernement. Le gouvernement cubain fixe la plupart des prix ainsi que des rations de biens pour les citoyens.
La réforme monétaire, initiée par Miguel Díaz-Canel en 2020, provoque une flambée de l'inflation. À l'issue de sa réélection comme président de la République en avril 2023, Miguel Díaz-Canel s'engage à supprimer les freins de l'économie dus au « bureaucratisme, à l’indifférence et à la corruption inacceptable ».

## Histoire

### Économie florissante mais inégale avant la révolution castriste

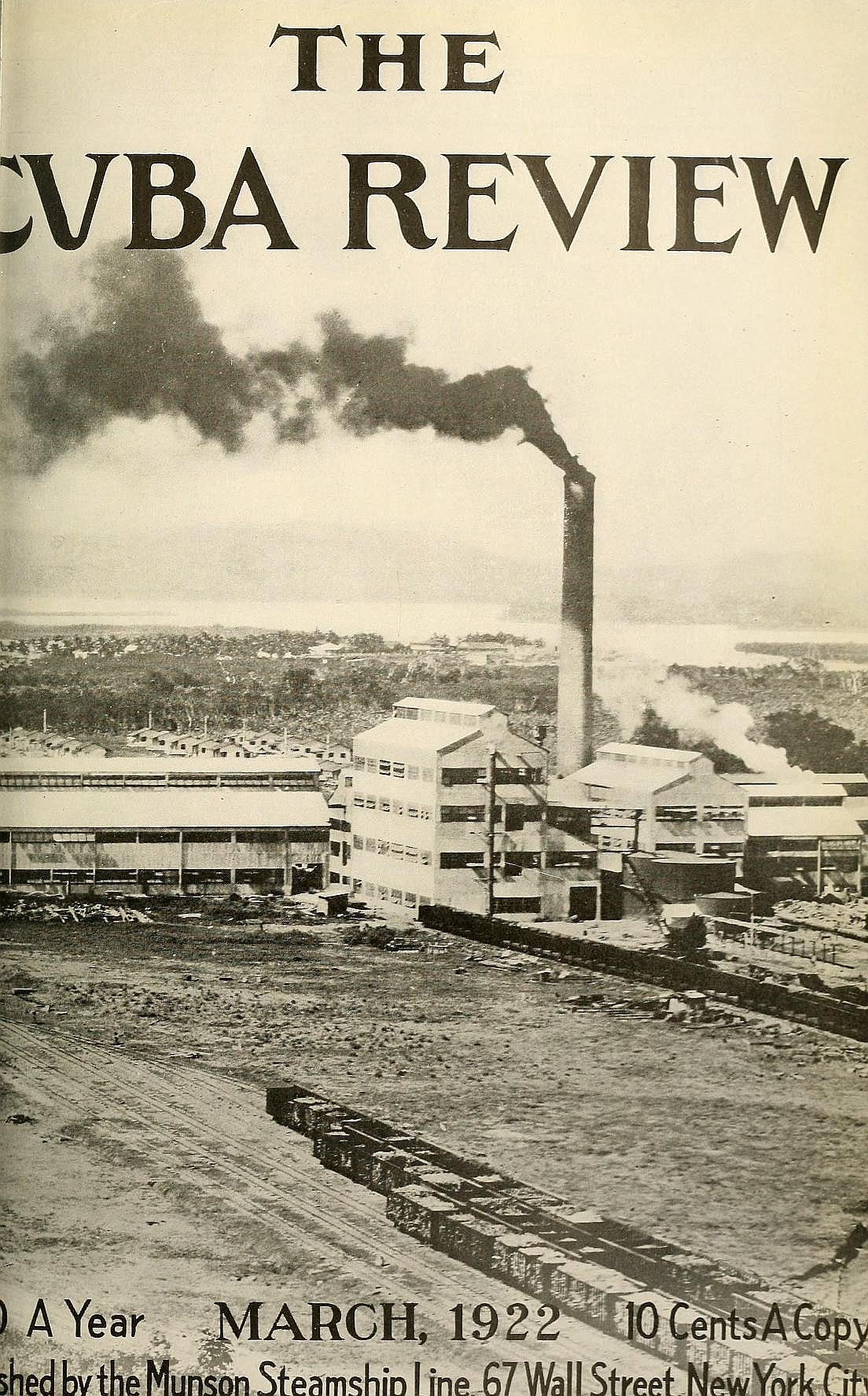
Usine de transformation du sucre, en 1922.

Dans les années 1950, Cuba avait une économie florissante, mais extrêmement inégale, avec des sorties massives de capitaux vers des investisseurs étrangers. 
D’après l'atlas Ginsburg de l'économie mondiale, pour l'année 1953 Cuba est la 22e puissance de la planète (sur 122 pays évalués), la population est alphabétisée à 80 %, le revenu par habitant est au même niveau que l’Italie, et les principaux indicateurs sanitaires classent Cuba dans les pays industrialisés.
En 1958, Cuba présente un PIB par habitant comparable à celui de la Grèce, l'Espagne ou l'Italie. Parmi les pays d'Amérique latine, l'île disposait du plus de voies ferrées et d'appareils électroménagers par habitant.

### Nationalisation de l'économie cubaine
Au lendemain de la révolution, le gouvernement cubain nationalise 90 % du secteur industriel et 70 % des terres agricoles. Les entreprises américaines sont confisquées, en représailles au non-respect par les États-Unis du Sugar Act leur imposant des quotas d'achat à des prix élevés. Cuba conclut un premier accord commercial avec l'Union soviétique, qui prévoit l'échange de pétrole contre le sucre cubain.
À cette date, l'économie cubaine est en situation de forte dépendance aux États-Unis : sa principale ressource sont ses exportations de sucre vers les États-Unis, et les importations de produits manufacturiers consentis en échange de ces quotas constituent un frein à la création d'une industrie autonome.
Le gouvernement cubain met en place une économie planifiée. La plupart des moyens de production sont contrôlés par l'État et la plupart de la main d'œuvre est employée dans le secteur public. L'économie cubaine reposa en partie sur l'exploitation des opposants et des prisonniers. De nombreux détenus politiques ou de droit commun étaient astreints au travail forcé, notamment dans les unités militaires d'aide à la production ou les plantations de canne à sucre. La loi no 32 promulguée en 1971 réprimait l'absentéisme au travail. La colonne juvénile du centenaire (El Ejército Juvenil del Trabajo) était une organisation paramilitaire dans laquelle des jeunes travaillaient pour un salaire de misère et dans des conditions difficiles.
Le pays a fait des progrès significatifs depuis la Révolution vers une répartition plus égale des revenus. Malgré l'embargo économique des États-Unis, l'économie a crû à un taux plus élevé que le reste de l'Amérique latine jusqu'à l'effondrement de l'Union soviétique, son principal partenaire commercial. Entre 1990 et 1993, le PIB de Cuba a diminué de 33 %. Pourtant, Cuba a réussi à conserver ses niveaux de santé et d'éducation. Cuba a une industrie de service très développée avec l'un des plus gros effectifs de professionnels dans le monde. Son nombre de médecins par habitant est classé à la première place.

### Libéralisation lente
Ces dernières années le secteur privé s'est développé. En 2000, le secteur public représentait 77,5 % des emplois et le secteur privé 22,5 % alors qu'en 1981 le rapport était de 91,8 % et 8,2 %. L'investissement est cependant toujours très réglementé et la plupart des prix sont fixés par les autorités publiques.
La fin de l'Union soviétique et du COMECON (donc la fin de la guerre froide) qui priva l'île de ses principaux partenaires commerciaux et l'embargo des États-Unis eurent de lourdes conséquences sur l'économie cubaine, qui dépendait de l'aide et des débouchés du camp soviétique. L'URSS achetait le sucre cubain à un prix supérieur au prix du marché et fournissait du pétrole à bas prix.
En 1992, le niveau des échanges avec les pays de l'ex-COMECON représentait moins de 7 % du niveau de 1989. Dans le même temps, le PNB cubain chuta de plus de 35 %, les revenus par habitant de 39 %. Sans pétrole et par manque de matériel, l'agriculture cubaine fut décimée ; les coupures de courant étaient fréquentes, la faim et la sous-alimentation étaient répandues. Le pays subit une profonde désindustrialisation qui toucha fortement la production de sucre. Il est toujours fortement endetté auprès des anciens pays du bloc de l'Est.
Face à cette crise économique, Cuba libéralise un peu son économie.
- La fondation d'entreprises privées de commerce et de manufactures a été permis sous conditions.
- Le dollar américain est officiellement accepté dans les commerces. Celui-ci circule depuis longtemps au marché noir.
- Le tourisme est vivement encouragé comme source de devises étrangères. En 1996, l'activité touristique représentait plus que la culture de la canne à sucre en termes de devises. 1,9 million de touristes ont visité l'île en 2003, pour l'essentiel originaires du Canada ou de l'Union européenne, générant 2,1 milliards de dollars de revenus[16].
- La construction de maisons individuelles par les particuliers est autorisée par Raúl Castro ; la réforme est présentée comme une réponse au problème du logement consécutif aux dégâts provoqués par les cyclones tropicaux ; c'est également l'aveu de l'échec du plan de construction de 100 000 logements par an lancé en 2005, réalisé à moitié[17].

Pour ce qui est de la subsistance quotidienne, diverses stratégies sont utilisées par les Cubains. Certains échangent leurs rations de café, savon, tabac contre de la nourriture, d'autres vivent de petites combines. La « débrouille » (en espagnol : mecánica) est la condition nécessaire pour vivre convenablement pour les « mecaniqueros » à La Havane.

### Situation actuelle de l'économie
L'économiste Carmelo Mesa-Lago relativise les succès de l'ouverture cubaine : pour lui, la centralisation excessive du régime reste un frein à la croissance qui passe par des réformes que le gouvernement refuse de mener : possibilité d'ouvrir des PME, convertibilité de la monnaie, libéralisation des investissements (notamment dans l'industrie sucrière), circulation du dollar, etc.
Alors que le président américain George W. Bush avait renforcé l'embargo américain sur Cuba sous sa présidence, Barack Obama l'assouplit en 2008. Les 1,5 million d'Américains d'origine cubaine peuvent ainsi voyager à Cuba (600 000 s'y rendent chaque année, participant à l'économie locale). En 2009, Obama libéralise les virements bancaires vers l'île (les « ramesas »), supprimant notamment les plafonds (en 2008, on évalue à 1 milliard de dollars le montant de l'argent envoyé par les Américains d'origine cubaine, contre 3 milliards en 2013). Les Cubains ont également désormais le droit de quitter le pays. En 2012, les États-Unis sont le premier fournisseur de biens alimentaires et agricoles à Cuba, ces secteurs n'étant pas concernés par l'embargo.
En 2014, la Russie annule 35,2 milliards de dettes de Cuba envers l'ex-URSS (soit 90 %) et prévoit l'étalement du remboursement du solde sur 10 ans.
En décembre 2020, le président Miguel Díaz-Canel annonce la suppression définitive du peso convertible au profil du peso cubain pour le 1er janvier 2021.
En février 2021, Cuba annonce la libération d'une grande partie de son économie. Alors que précédemment 127 secteurs d'activités pouvaient être l'objet d'activités économiques privés, après cette réforme seul 124 secteurs sur environ 2 000 secteurs listés ne peuvent être l'objet d'activités économiques privées et sont réservés aux acteurs publics. 
En 2022, la crise économique avec des pénuries de nourriture, de médicaments et du carburant, conduit 320 000 Cubains à quitter Cuba, soit près de 3 % de la population. La réforme monétaire, initiée par Miguel Díaz-Canel qui met fin au taux fixe d'un dollar pour un peso provoque une flambée de l'inflation. En deux ans, le dollar est passé de 24 à 120 pesos. Ainsi un kilo de lait en poudre coûte, en 2023, environ 50 % d'un salaire. À l'issue de la réélection en avril 2023 de Miguel Díaz-Canel comme président de la République, celui-ci s'engage à améliorer le sort des Cubains en supprimant les freins de l'économie dus au « bureaucratisme, à l’indifférence et à la corruption inacceptable »,.

## Secteur primaire
Le secteur primaire occupe 23 % de la population active[Quand ?].

### Agriculture
Cuba est le 6e producteur mondial de sucre[réf. nécessaire] et la canne à sucre occupe le tiers de la surface cultivée du pays. Viennent ensuite le riz, la patate douce et le tabac, majoritairement cultivé à l'ouest et au centre-ouest, et dont la récolte (50 000 tonnes par an) sert en grande partie à la fabrication de cigares de réputation mondiale. Cuba produit trois cents millions de cigares par an ainsi qu'une bonne douzaine de milliards de cigarettes brunes ou blondes. Les autres productions agricoles sont le café, les agrumes, les ananas, les mangues, les bananes et les cultures maraîchères. Les récoltes sont vulnérables aux cyclones tropicaux : en 2008, 156 000 hectares de canne à sucre ont été détruits et 500 000 ont été inondés.
Après la chute de l'URSS, Cuba s'est retrouvé dans une situation catastrophique en matière alimentaire. La production agricole à Cuba était orientée sur l'exportation et organisée sur le modèle de l’agriculture productiviste, avec une culture intensive dans des grandes fermes d’État, basée sur un pétrole importé à 98 % du bloc soviétique et sur l’usage massif d’insecticides et d’engrais chimiques importés. L'importation de fertilisants de synthèse est passé de 366 000 tonnes en 1989 à 2 000 tonnes en 2005 et est remontée à 100 000 tonnes en 2014 selon la FAO.   Par nécessité, Cuba a décidé de s’orienter vers les vieilles méthodes: agriculture biologique, traction animale, amendement naturel des sols, horticulture de proximité. Les fermes d’État ont été en 1993 à 80 % transformées en coopératives produisant pour fournir en aliments les institutions d’État (hôpitaux, écoles, jardins d’enfants) mais dont le reliquat de production pouvait être vendu librement. En 1994 étaient créés les marchés paysans. L’agriculture de proximité a été développée, par la distribution de centaines de terrains vacants à qui voulait les cultiver, et par l’incitation à cultiver partout où l’on pouvait, des coopératives horticoles urbaines étaient créées, de même qu’un réseau des boutiques de graines et d’outillage où des consultants donnaient des conseils aux utilisateurs. En 2014, Cuba comptait 380 000 exploitations agricoles urbaines, produisant 1,5 million de tonnes de légumes. Cependant, les productions des fermes urbaines ne sont pas exemptes de pollution car le compost utilisé était composé de déchets ménagers dont les concentrations en métaux lourds étaient au delà des normes considérées comme sans impact sur la santé humaine jusqu'en 2017, date de l'interdiction de compost issu de déchets ménagers.

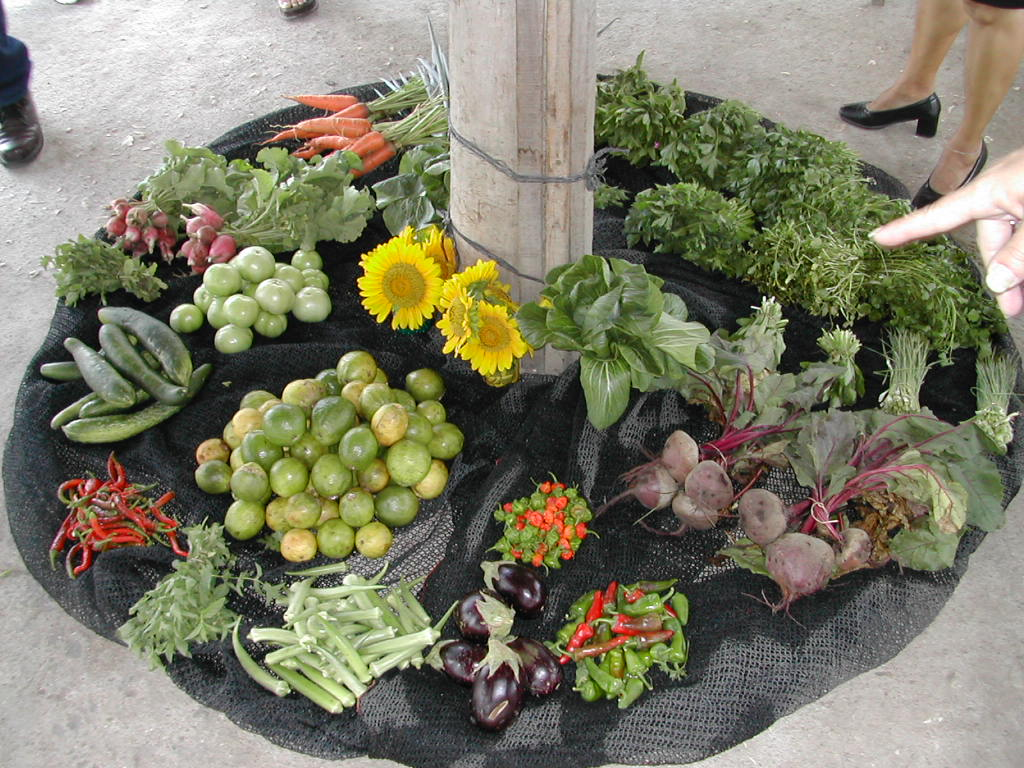
Produits cultivés dans un jardin communautaire bio à Santa Clara, Cuba.

Un institut de recherche a été créé, le centre et projet pilote de permaculture urbaine de la Fondation pour la Nature et l’Humanité à la Havane. 280 centres de production de pesticides et produits biologiques étaient créés,.
En 1996, un décret autorisait pour la Havane la seule agriculture biologique pour la production de nourriture, et l’agriculture dans l’enceinte de la ville (qui comprend plusieurs municipalités semi-urbanisées) de la Havane était à même de fournir en fruits et légumes biologiques 50 % de la population, le reste étant assuré par les coopératives de la province de la Havane. Dans les autres localités, l’agriculture urbaine couvre en aliments biologiques de 80 à 100 % des besoins, et l’objectif de fournir 300 grammes de légumes frais par jour à chacun est maintenant atteint,. Reste le problème de la viande, des laitages et des œufs : les réformes dans ce domaine ont été moins importantes et une pénurie subsiste, la production, sauf pour les œufs, avait en 2004 peu dépassé celle du moment de la crise (1994). D’autres voies sont aujourd’hui envisagées, comme l’élevage de lapins en agriculture urbaine.
La production de miel est en 2014 de 7 200 tonnes, entièrement biologique en raison de l'absence de pesticides sur l'île mais qui est contredit par la FAO, qui indique que Cuba a importé entre 1999 et 2006, chaque année, environ 10 000 tonnes de pesticides.
Cuba ne sera cependant jamais autosuffisante en nourriture à cause notamment de son climat tropical.
En mars 2021, le gouvernement cubain demande aux émigrants d'investir à Cuba dans « de petits projets qui résoudront le problème alimentaire et non alimentaire » .

### Industrie minière
L'extraction minière concerne essentiellement le nickel, le cuivre, le manganèse, le chrome et le zinc. La première source de devises est l'exportation de nickel dont Cuba était (en 2013) le 11e producteur mondial, via l'entreprise d'état Cubaniquel et avec les mines de Pinares, de Nicaro et de Moa. Dans le nickel, Cuba collabore avec l'entreprise canadienne Sherritt International. Dans les années 2010, l'extraction du nickel est la troisième source de revenus d'exportation de Cuba, après le tourisme et le sucre.

### Hydrocarbures - Pétrole

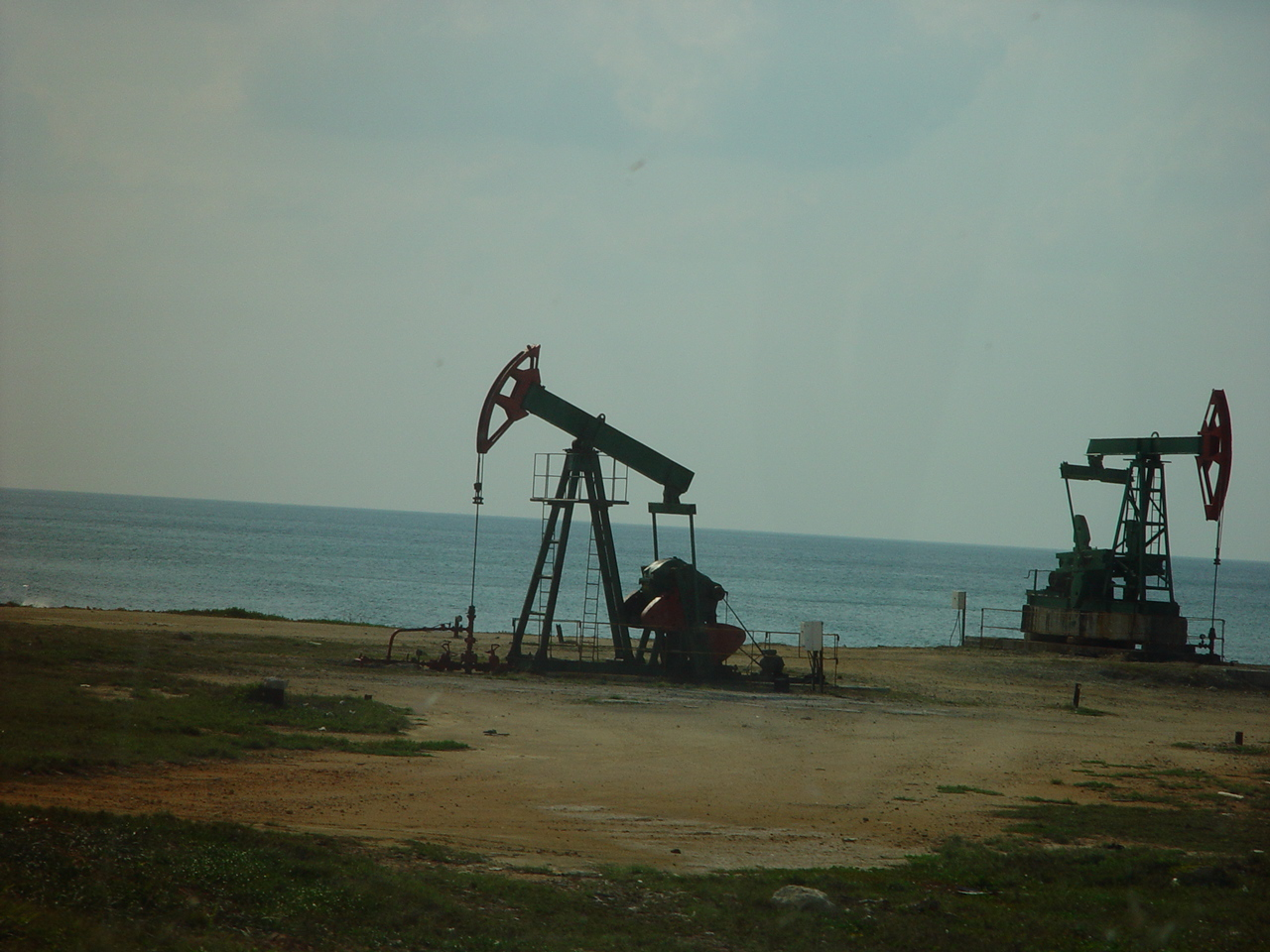
Extraction de pétrole aux environs de La Havane.

Cuba produit des quantités non négligeables de pétrole et ce de manière croissante depuis 1984. Alors qu'à cette date la production n'était que de 16 000 barils par jour (soit 800 000 tonnes par an), elle atteignait 69 000 barils/j en 2004 et 72 000 barils/j en 2005 soit 3 600 000 tonnes par an. Début mai 2006, les autorités cubaines annonçaient 1 244 000 tonnes produites les 120 premiers jours de l'année, soit près de 9 000 000 de barils ou 74 600 barils/j.
D'après l'EIA, les réserves prouvées seraient de 750 millions de barils d'un pétrole en général plutôt lourd nécessitant un traitement spécial. Le brut est extrait essentiellement dans la province de Matanzas et en offshore dans le bassin du golfe du Mexique. En juillet 2004 Repsol YPF annonçait qu'un puits exploratoire dans le golfe avait trouvé du pétrole de haute qualité dans une région où les analystes supposent des réserves de l'ordre de 1 milliard 600 millions de barils; mais la société doutait de la rentabilité de cette découverte. Cependant, la hausse du prix du brut aidant, Repsol-YPF annonçait en juin 2005 le forage d'un nouveau puits exploratoire dans la région.
Fin 2008, la Cupet - société pétrolière cubaine - a procédé à une importante revalorisation des réserves pétrolières de l'île. D'après la Cupet, ces dernières se monteraient à pas moins de 20 milliards de barils (soit 2,75 milliards de tonnes),.
En 2012, trois plates-formes pétrolières (opérant dans plus de 300 mètres d'eau), sont mises en place par l'italien Saipem, pour le compte de Repsol, Petronas, Gazprom neft et PdVSA. Aucun des trois puits forés n'a révélé une quantité exploitable de pétrole ou de gaz, ce qui ruine les espoirs pétroliers de Cuba.
En 2017, Cuba consomme 130 000 barils par jour et produit environ 50 000 barils. La différence est importée en grande partie du Venezuela, en échange de l'envoi de 30 000 fonctionnaires, principalement du personnel médical. Une crise débutant en 2014 au Venezuela conduit à une diminution de plus de 40 % des fournitures en pétrole. En réaction, Cuba demande aux services de l'État de diviser par deux leur consommation énergétique, fore de nouveaux puits et cherche de nouveaux fournisseurs, notamment l'Algérie et la Russie. En octobre 2016, la société algérienne Sonatrach commence à livrer 80 000 tonnes de pétrole à Cuba, suivie par un accord avec la société russe Rosneft, signé en mai 2017 et qui porte sur la livraison de 250 000 tonnes de pétrole et de diesel.

## Secteur tertiaire

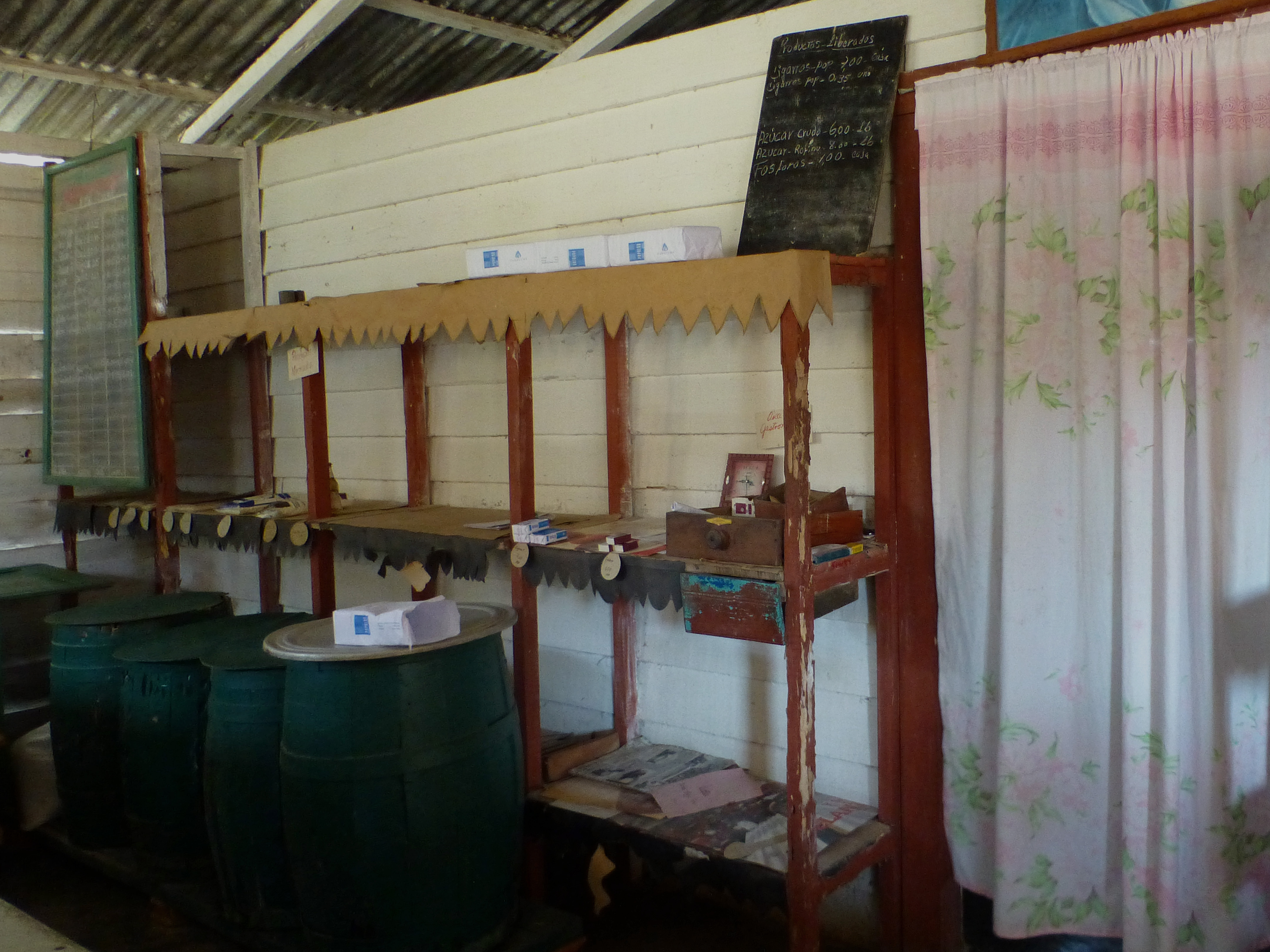
Étagères vides dans un magasin mixte de la vallée de Viñales (2015)

### Médecins envoyés en mission internationale
Selon José Luis Rodriguez, ancien ministre de l’économie, les médecins envoyés en mission internationale permettent à Cuba de percevoir plus de 11 milliards de dollars en moyenne par an entre 2011 et 2015. Le régime cubain facture cette activité dans 35 des 62 pays bénéficiaires. Il s’agit de la première source de ressources de l’île loin devant le revenu du tourisme qui a rapporté 2,8 milliards de dollars en 2016.
Les autorités cubaines reçoivent directement les salaires des personnels envoyés à l’étranger. Elles prélèvent alors 75 à 89 % du montant de ce salaire.

### Commerce de détail
Le commerce de détail est très peu développé. Il n'y a pas de grands centres commerciaux et les quartiers commerciaux qui existaient avant la révolution sont en grande partie fermés. Ceux qui restent présentent peu de produits dont les prix sont libellées en dollars et sont trop chers pour le Cubain moyen. La majorité des magasins sont de petits magasins à un dollar, des agro-mercados (marchés de producteurs) et des stands de rue.

### Tourisme
Le tourisme est en passe de devenir la première activité économique du pays. Le cap des 2 millions de visiteurs annuels a été franchi en 2005, avec 2 319 334 visiteurs étrangers, soit le record absolu atteint jusqu’à maintenant, ce qui représente une augmentation de 13,2 % par rapport à 2004.
Il est aujourd'hui en constante augmentation et constitue une source de devises particulièrement importante pour le pays.
Afin de voyager à Cuba, il est nécessaire de se procurer le peso cubain convertible (CUC), divisé en 100 centavos. Le CUC est utilisé par les touristes pour payer l'essentiel de leurs dépenses, ainsi le coût de la vie est relativement élevé pour eux (les Cubains ont leur propre monnaie qui est le peso cubain). Pour le change, il faut préférer les euros ou les francs, car le dollar américain est surtaxé de 10 % depuis 2004 lorsque le département du Trésor des États-Unis a condamné 77 sociétés et banques à des amendes du fait d’avoir commercé avec Cuba, appliquant ainsi les mesures extra-territoriales du blocus des États-Unis envers Cuba. Tel est le cas de Banco Santander, Iberia, Daewoo, Air Jamaica, Banque de Chine et, notamment, le groupe bancaire suisse UBS. La seule banque UBS a dû s’acquitter d'une amende de 154 millions de francs suisses pour avoir fait du commerce avec Cuba et d'autres pays concernés par les embargos des États-Unis,,. Depuis cette date, Cuba répercute ces frais d'amende sur les opérations en dollar américain.

### Internet

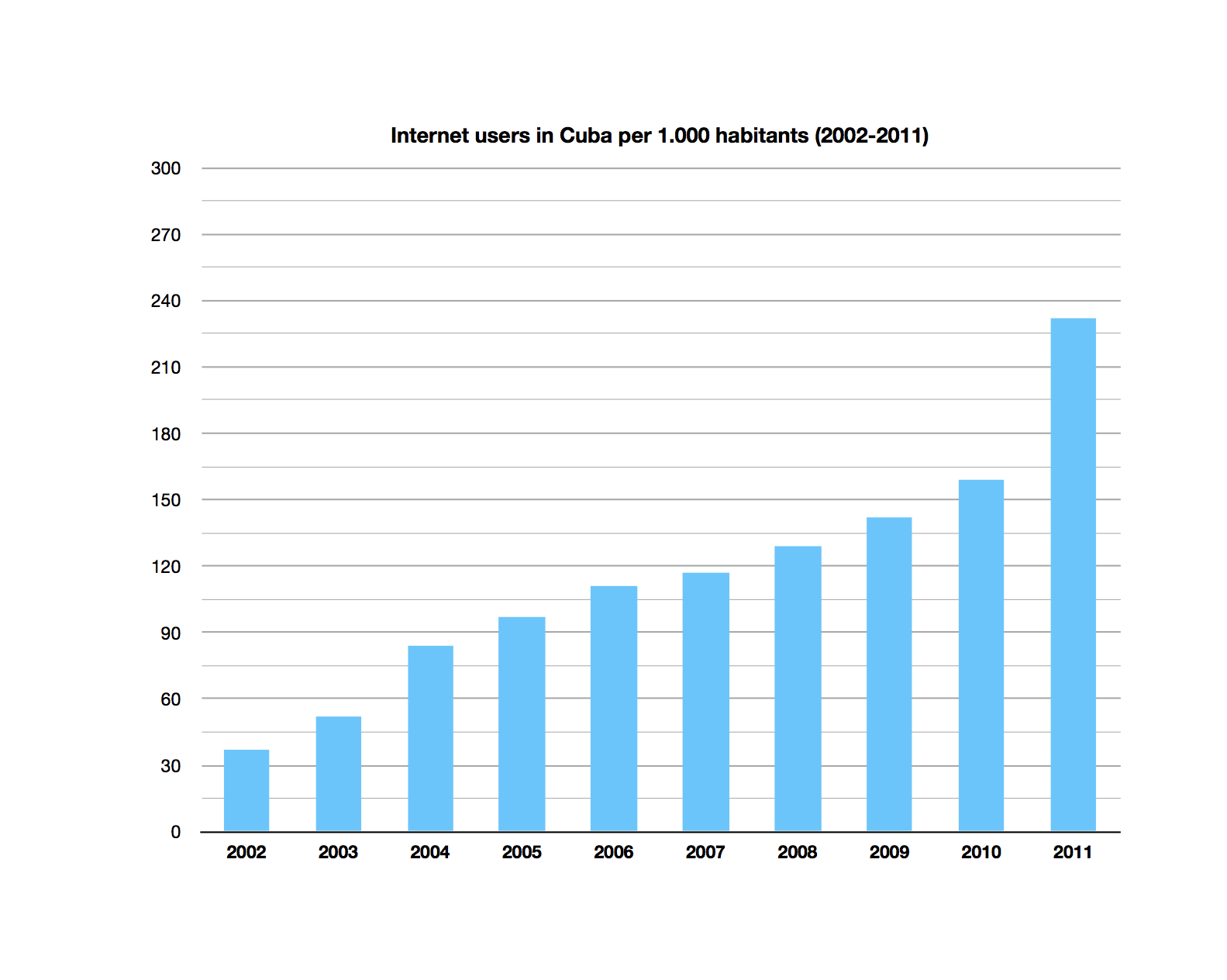
Nombre d'internautes pour 1000 habitants.

Internet n'arrive que récemment à Cuba. Jusqu'en 2008, la possession d'un PC est interdite. L'accès se fait par satellite ou par un câble sous-marin, en service depuis 2011, entre Cuba et le Venezuela.

## Rhum
L'embargo américain exclut Cuba du marché américain, qui représente à lui seul 40 % du marché mondial du rhum. Le durcissement des sanctions décidé par l'administration Trump complique plus encore la situation du rhum cubain. Nombre d'entreprises étrangères sont contraintes de suspendre toute collaboration avec Cuba, ce qui provoque des difficultés à se procurer des produits en partie issus des importations (les bouteilles, les étiquettes ou les bouchons).
Le rhum est un produit d'exportation phare pour Cuba, qui en a expédié 397 642 hectolitres en 2018 dans 126 pays, principalement en Europe, pour 136 millions de dollars. La chute est de 40 % en volume, mais seulement de 9 % en valeur car le secteur a tenté de s’adapter en misant sur des produits plus élaborés et donc plus chers.

## Commerce international
En 2006, les États-Unis étaient les premiers fournisseurs de produits alimentaires de Cuba,,. En 2008, entre 35 et 45 % des importations alimentaires à Cuba provenaient des États-Unis. Le montant des exportations américaines vers Cuba s’élève aujourd’hui à 500 millions de dollars par an et malgré l'embargo officiel, les États-Unis sont le 3e fournisseur de Cuba avec 11 % des importations en 2006. En effet, depuis 2001, grâce à un allègement de l'embargo, les sociétés américaines peuvent vendre certains produits agroalimentaires et des médicaments à Cuba. Le gouvernement américain a autorisé la mise en vente aux États-Unis de deux vaccins élaborés à Cuba, devenu un grand exportateur de médicaments génériques. Washington possède une Section d’intérêts des États-Unis à La Havane. Enfin, les Cubains exilés en Floride envoient sur l'île des remesas, c'est-à-dire de l'argent sous forme de mandats. L'embargo a été une nouvelle fois assoupli sous la présidence de Barack Obama : en mars 2009, le Congrès autorise les citoyens américains d'origine cubaine à se rendre à Cuba une fois par an ; puis, le 13 avril 2009, le président annonce la fin des restrictions sur les voyages et les transferts d'argent des Américano-Cubains vers l'île. Il est toujours interdit d'envoyer de l'argent à des membres du régime en place ou de l'armée cubaine.
Les Pays-Bas reçoivent la plus grande part des exportations cubaines (24 %). 70 à 80 % de ces exportations sont réalisées par Fondel Finance, une société détenue par la famille Van't Wout qui entretient des liens personnels étroits avec Fidel Castro. Le deuxième partenaire commercial est le Canada avec 22 % des exportations du pays.
Dans le cadre d'accords économiques basés sur le principe de la coopération, comme l'ALBA ou bien l'opération Milagro, près de 3 000 médecins et infirmiers cubains exercent à travers différents pays du monde (Bolivie, Guatemala, Pakistan, Mexique, Venezuela). Cuba participe par ailleurs à la formation de nombreux médecins sud américains. Au Pakistan (Cachemire), 44 % des presque 3 000 médecins déplacés au Pakistan jusqu’en mai 2006 sont Cubains et ne facturent pas leurs « services » à qui que ce soit.
La balance des échanges est lourdement déficitaire. L'île exporte surtout du nickel, du tabac (cigares), des agrumes, du sucre, du rhum et des  produits de la pêche.

### Commerce avec le Venezuela
Les liens et relations privilégiées développés entre Cuba et le Venezuela depuis l'arrivée au pouvoir de Hugo Chávez ont donné lieu à des accords économiques importants entre les deux pays. Le Venezuela fournit du pétrole brut bon marché (début 2006 : 90 000 barils par jour) en échange de l'envoi de médecins cubains, en vue d'aider à améliorer le système de soins de santé vénézuélien. Cuba, qui possède le plus grand nombre de médecins au monde par habitant, envoie des dizaines de milliers d'entre eux vers d'autres pays, ceci en tant qu'aide, mais aussi dans le but d'obtenir des conditions commerciales les plus favorables possibles. Hugo Chávez et Fidel Castro sont les principaux artisans de la création de l'organisation Alternative bolivarienne pour les Amériques (ALBA), sorte d'organisation d'échanges dont le but principal annoncé est de développer le niveau d'éducation, de santé publique et le commerce équitable.
L'une des premières mesures emblématiques est l'échange pétrole contre médecins, qui aura permis à Cuba de bénéficier de pétrole et à des millions de Vénézuéliens, Boliviens, etc. d'être soignés.

## Développement humain
Cuba se classe 83e sur 191 en matière de développement humain en 2021 avec un IDH de 0,764 et 90e en ce qui concerne le PIB par habitant en 2017. Cuba a également surclassé nettement le reste de l'Amérique latine en matière de mortalité infantile et juvénile, de taux de mortalité, de scolarité et d'un ensemble d'autres indicateurs sociaux et de santé.

### Vidéographie
: document utilisé comme source pour la rédaction de cet article.
- [vidéo] Mecaniqueros : impossible n'est pas cubain, de Joanna Michna, dans 360° - Géo, 2005, 52 min [présentation en ligne] ; diffusé le 29 février 2016 sur Arte